# Kemperle
Kemperle je priimek več znanih Slovencev:
- Blaž Kemperle (*1987), saksofonist
- Božidar Kemperle (*1955), kipar v New Yorku, umetnostni zgodovinar
- Cveto Kemperle (1950—2017), planinec
- Gregor Kemperle (1837—1858), slikar
- Leopold Kemperle (1886—1950), časnikar in publicist
- Pavle Kemperle, alpinist in gorski reševalec
- Štefan Kemperle (~1729—1789), duhovnik, verski pisec, folklorist, učitelj, prevajalec

## Etimologija
Priimer je izpričan v Rutu 1523 (Khamperl, Gemperli, Khemperl). Izvira iz nem. ebener Almboden, ta pa iz lat. campus 'visoka planota').